# Casa Uriach
La Casa Uriach és una obra de Tremp (Pallars Jussà) protegida com a Bé Cultural d'Interès Local.

## Descripció
Edifici en xamfrà situat a la cantonada entre la Rambla del Doctor Pearson i el Passeig del Pare Manyanet. És una construcció que destaca per la seva horitzontalitat, marcada per les dues altures, planta baixa i primer pis, així com per la simetria i continuïtat de les obertures. Destaquen alguns elements classicistes com són els pilars adossats que emmarquen les tres parts de la façana i la divideixen verticalment o els guardapols de les finestres del pis superior, molt sobresortits en forma de cornisa motllurada. Destaca la decoració del intradós esglaonat de la porta d'accés.